# 3861 Lorenz
3861 Lorenz (A910 FA) là một tiểu hành tinh vành đai chính được phát hiện ngày 30 tháng 3 năm 1910 bởi J. Helffrich ở Heidelberg.